# اس‌اس انوس (۱۹۱۰)
اس‌اس انوس (۱۹۱۰) (به انگلیسی: SS Aenos (1910)) یک زیردریایی بود که طول آن ۳۹۰٫۵ فوت (۱۱۹٫۰ متر) بود. این زیردریایی در سال ۱۹۱۰ ساخته شد.